# Пегги Картер
Маргарет «Пегги» Картер (англ. Margaret "Peggy" Carter) — персонаж серии комиксов компании Marvel Comics. Как правило выступает как любовный интерес Капитана Америка. В оригинальном сюжете она является старшей сестрой Шэрон Картер, однако, в связи с временным парадоксом, их связь изменилась — Пегги стала тётей Шэрон.
Хейли Этвелл исполнила роль Пегги Картер в Кинематографической вселенной Marvel, начиная с фильма «Первый Мститель» 2011 года. Впоследствии Этвелл повторила свою роль в: Marvel One-Shots «Агент Картер», фильме «Первый мститель: Другая война» 2014 года, телевизионном сериале «Агент Картер», а также фильмах «Мстители: Эра Альтрона», «Человек-Муравей» и «Мстители: Финал».

## История публикаций
Агент Картер была создана писателем Стэном Ли и художником Джеком Кёрби и впервые появилась в Tales of Suspense #77 (Май 1966). При первом появлении её имя остаётся неизвестно Позднее Пегги появляется как старшая сестра Шэрон Картер. Впоследствии она стала тётей Шэрон, в связи с временным парадоксом.

## Биография
Пегги родилась в богатой семье в Вирджинии. Когда Пегги была подростком, она присоединилась к французскому сопротивлению. Она оказалась достаточно опытным боевиком и совершила множество операций наряду с Капитаном Америкой. Картер и Кэп влюбились друг в друга, но им пришлось расстаться, поскольку Стив Роджерс выполнял более опасные задания. Однажды она была поймана в Париже, но была освобождена союзниками. Тем не менее, во время побега рядом с ней взорвался снаряд, тем самым вызвав амнезию. Она и Капитан Америка более не встречались во время войны.
Впоследствии Картер вернулась домой, где и лечилась от вызванной амнезии. Она начала страдать от психического и эмоционального стресса. Узнав о том, что Капитан Америка погиб, Пегги отказалась разговаривать с кем-либо. Однажды Картер попала в плен к доктору Фаустусу, от которого её спас Капитан Америка, который оказался жив. Они решили остаться друзьями.
Картер присоединилась к Щ.И.Т.у и верно служила организации долгие годы. Она помогла Кэпу в битве против Жёлтого когтя, когда тот атаковал Нью-Йорк. Пегги Картер помогает в бою против Секретной Империи вместе со своим товарищем Гейбом Джонсом. Между ними завязались романтические отношения, в то время как Гейб работал под прикрытием в Секретной Империи. Она помогает Кэпу принять решение завершить его супергеройскую карьеру. Позднее она помогает Кэпу в борьбе против супер преступников, таких как Змеиное Общество. Узнав об их с Гейбом отношениях, Красный Череп похищает обоих и подвергает пыткам. Позднее она, Гейб и Кэп попадают в гигантский лабиринт.
Пегги сообщает Кэпу о том, как Шэрон и другие агенты Щ.И.Т.а собирают информацию о таинственном Гранд Директоре. Затем ей чудом удаётся спастись из горящей машины. Тем не менее, она попадает в плен к Гранд Директору, который использует её в качестве заложника, чтобы сбежать. Несмотря на это, Кэп успевает спасти её. Пегги сопровождает Роджерса на новую базу Щ.И.Т.а. Когда-то она также присоединилась к вспомогательному отряду Мстителей. Когда Мстители были расформированы, в связи со смертью некоторых членов, вспомогательный персонал постигла та же участь.
Позже Пегги стала жить в доме престарелых. По-видимому, у неё проявилась деменция, поскольку она не признала свою племянницу Шэрон. Ей также нанёс визит Стивен Роджерс II, который утверждал, что он настоящий Стив Роджерс. Когда Пегги умирает, Шэрон Картер, Стив Роджерс, Ник Фьюри и Дум-Дум Дуган присутствуют на её похоронах.

## Альтернативные версии

### День М
В альтернативной вселенной День М Стив Роджерс никогда не был заморожен в Северной Атлантике. После окончания Второй мировой войны Пегги стала его женой, однако позже пара распалась.

### MC2
После смерти её кузена и его жены в автокатастрофе, Пегги принимает участие в послеоперационной терапии своей племянницы Шеннон. Пегги рассказывает ей истории о приключениях Капитана Америки и её сестры Шэрон, чтобы скрасить выздоровление племянницы.

### Земля-65
В этой реальности Пегги является директором Щ.И.Т.а, подобно Нику Фьюри из основной вселенной. Кроме того, она носит повязку на глаз, такую же, какую носил сам Фьюри.

## Вне комиксов

### Кино

Хейли Этвелл в роли Пегги Картер в фильме «Первый Мститель» 2011 года

Хейли Этвелл изображает Пегги Картер в Кинематографической вселенной Marvel. Здесь она представлена как британский агент, а не американский.
- Первое появление Пегги Картер состоялось в фильме «Первый Мститель» 2011 года[25]. Кристи Лемайр из Ассошиэйтед Пресс сказала, что «Прекрасная внешность Этвелл помогает ей хорошо вписаться в эту часть, однако её персонаж прописан куда лучше, чем вы можете себе представить; она не девица в беде, которая ждёт спасения от Капитана Америки, а обученный боец, который держится с ним на равных»[26]. Роджер Эберт чувствовал, что она похожа на «классическую кинозвезду военного периода» с её «полными красными губами» в фильме[27].
- Затем она появляется в Marvel One-Shots «Агент Картер», вышедший вместе с «Железным человеком 3» на Blu-ray. Фильм разворачивается год спустя после событий «Первого Мстителя», где Пегги Картер работает на организации СНР в период сексизма[28], в поисках таинственного Зодиака[29].
- Она появляется в фильме «Первый мститель: Другая война» 2014 года[29][30]. Здесь Стив Роджерс навещает пожилую Пегги Картер в доме престарелых[31].
- Этвелл исполнила роль Пегги Картер в фильме «Мстители: Эра Альтрона» 2015 года, где она появляется в качестве галлюцинации Стива Роджерса, вызванной Алой ведьмой[32].
- Персонаж появляется в качестве камео в фильме «Человек-Муравей» 2015 года[33]. Она была показана в сцене 1989 года, наряду с Говардом Старком, когда Хэнк Пим уходит в отставку, узнав, что Митчелл Карсон пытался воссоздать его формулу уменьшения без его согласия.
- По сюжету фильма «Первый мститель: Противостояние» 2016 года, Пегги Картер скончалась во сне от старости. Стив Роджерс посещает её похороны, где узнаёт, что Шэрон Картер была её племянницей.
- В фильме Мстители: Финал  2019 года, Стив Роджерс после победы над Таносом возвращается назад во времени и проводит остаток жизни с Пегги.

### Телевидение
- Пегги Картер появляется в мультсериале «Супергерои Marvel», а именно в сегменте Капитан Америка, где её озвучила Пег Диксон.
- Этвелл повторно исполнила роль Пегги Картер в сериале от ABC Агенты «Щ.И.Т.», где она впервые появилась в первом эпизоде второго сезона. Она берёт под арест агента ГИДРЫ Вернера Райнхардта, а также его сообщников[34]. Впоследствии Пегги появилась в эпизоде «То, что мы хороним», где она допрашивает Райнхардта.
- В сентябре 2013 года был анонсирован сериал «Агент Картер», который расскажет о приключениях первой любви Стива Роджерса Пегги Картер, а также о становлении организации Щ.И.Т.; действие сериала будет происходить после событий фильма «Первый Мститель» (2011). В январе 2014 года стало известно, что сериал выйдет осенью 2014 года, а роль исполнит английская киноактриса Хейли Этвелл (которая снялась во обеих частях «Первого Мстителя» и в собственной короткометражке «Агент Картер»)[35][36][37].

### Видеоигры
- Агент Картер появляется в игре «Captain America: Super Soldier», где её озвучивает Хейли Этвелл[38].
- Пегги Картер является играбельным персонажем в игре «Lego Marvel's Avengers».